# 신문식
신문식(申文植, 1955년 3월 28일 ~ )은 대한민국의 제19대 국회의원이다. 한명숙이 의원직을 상실하면서 민주통합당 비례대표 22번으로 의원직을 승계했다.

## 학력
- 포두국민학교 졸업
- 숭일중학교 졸업
- 숭일고등학교 졸업
- 호남대학교 경제학 학사
- 한양대학교 행정자치대학원 중퇴(2006년)

## 경력
- 새천년민주당 당무위원 겸 국회정책연구위원
- 통합민주당 사무부총장 겸 최고위원
- 민주당 사무부총장 겸 상임고문
- 민주당 조직부총장 겸 상임고문
- 2015.08 ~ 2016.05 제19대 국회의원 (비례대표, 새정치민주연합→더불어민주당)
  - 2015.09 ~ 2016.05 제19대 국회 후반기 농림축산식품해양수산위원회 위원
- 2020.05 ~ : 건설공제조합 상임감사
- 2025.04 ~ : 대한민국헌정회 헌정공제특별위원회 위원장

## 역대 선거 결과
|  | 25.17% |

|  | 36.45% |

|  | 39.01% |

## 같이 보기
- 대한민국 제19대 국회의원 선거 민주통합당 후보 목록#비례대표